# Effet Purkinje

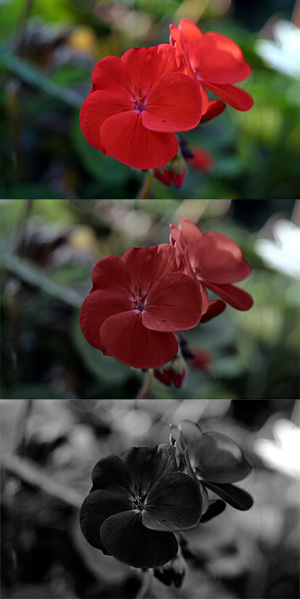
Simulation de l'apparence d'une fleur de géranium en vision diurne (domaine photopique), en vision crépusculaire (domaine mésopique) et en vision nocturne (domaine scotopique).

L'effet Purkinje (du nom de son découvreur : Jan Evangelista Purkinje) désigne le fait que, chez l'être humain, la vision des couleurs dépend de la luminosité : à forte luminosité, ce sont les couleurs rouges que l'œil distingue le mieux mais lorsque l'illumination diminue, ce sont les couleurs plus bleues qui sont le mieux perçues.
Plus précisément, le pic de sensibilité maximale en vision photopique se situe vers 555 nm (vert-jaune), mais il se déplace vers les courtes longueurs d'onde du spectre à mesure qu'on s'approche de la vision scotopique jusqu'à environ 507 nm (vert-bleu).
Ainsi, en plein soleil, les fleurs de géranium paraissent d'un rouge vif sur le feuillage vert plus sombre mais, au crépuscule, le contraste de la scène semble inversé : c'est le feuillage qui apparaît plus clair que les fleurs.
En astronomie d'observation, l'effet Purkinje peut fausser l'estimation de la luminosité d'une étoile variable si on prend comme référence la luminosité d'étoiles de couleurs différentes, surtout si l'une d'entre elles est rouge.

Spectre absorption des cônes et bâtonnets.

## Historique
« En 1825, Purkinje portait l'attention sur le changement qui se produit dans une couleur lorsqu'on diminue son intensité, il découvrit que lorsqu'on prend deux papiers colorés, l'un rouge, l'autre bleu, si pour un éclairement moyen le second paraît plus foncé que le premier, on remarque en diminuant l'éclairement de la chambre où on se trouve que le papier bleu paraît plus clair que le papier rouge et on peut, en diminuant de plus en plus l'éclairement, arriver à une limite où le papier bleu paraîtra gris blanchâtre, le papier rouge au contraire tout à fait noir; ce phénomène est appelé phénomène de Purkinje. »

— E. Hering, Sur le phénomène de Purkinje, 1895